# Microdesmus bahianus
Microdesmus bahianus is een straalvinnige vissensoort uit de familie van wormvissen (Microdesmidae). De wetenschappelijke naam van de soort is voor het eerst geldig gepubliceerd in 1973 door Dawson.